# Collooney
Collooney (iriska: Cúil Mhuine) är en ort i grevskapet Sligo i Republiken Irland. Orten ligger vid huvudvägen N4 (mellan Dublin och Sligo). Orten var förr i tiden en järnvägsknut, med totalt tre järnvägsstationer. Numera återstår endast stationen på sträckan mellan Dublin och Sligo. Tätorten (settlement) Collooney hade 1 610 invånare vid folkräkningen 2016.